# Franz Augsberger
Franz Xaver Josef Maria Augsberger (10. října 1905 – 19. března 1945) byl rakouský velitel SS. Byl zabit v boji v roce 1945 u města Prudník v Horním Slezsku přibližně 5 km od českých hranic, v dnešním Polsku. Číslo legitimace NSDAP měl: 360700. Číslo legitimace SS měl: 139528.

## Kariéra
Franz se narodil v roce 1905 ve Vídni. V roce 1930 se připojil do jednotek SA a NSDAP. Do roku 1933 byl zodpovědný za propagandu NSDAP v Rakousku. V červnu 1933 byla NSDAP v Rakousku zakázána. Stal se členem SS-VT, kde velel četě, byl zařazen do školy pro důstojníky SS a v lednu 1936 se stal kapitánem v SS. V roce 1939 nastoupil do SS-Standarte Der Führer, kde vydržel do 1. srpna 1939. Stal se velitelem pluku 6. horské divizi SS Nord. V říjnu 1942 byl jmenován velitelem 3. estonské dobrovolnické brigády SS. Velel estonským divizím při ústupu na východní frontě. Byl zabit během akce. Snažil se svůj štáb dostat ze sovětského obklíčení. 19. března 1945 byl zabit během sovětské palby z protitankových děl. Je pohřben na válečné hřbitově v Groß Nädlitz.